# Monkiewicze (Litwa)
Monkiewicze (lit. Mankevičiai) − wieś na Litwie, w rejonie solecznickim, 5 km na południowy wschód od Podborza, zamieszkana przez 15 ludzi. Przed II wojną światową w Polsce, w powiecie lidzkim województwa nowogródzkiego.